# (29760) Milevsko
(29760) Milevsko est un astéroïde de la ceinture principale.

## Description
(29760) Milevsko est un astéroïde de la ceinture principale. Il fut découvert le 15 février 1999 à l'observatoire Kleť par l'observatoire Kleť. Il présente une orbite caractérisée par un demi-grand axe de 2,75 UA, une excentricité de 0,11 et une inclinaison de 2,1° par rapport à l'écliptique.

## Compléments